# Desastre de Boroa
El llamado Desastre de Boroa o Batalla de Palo Seco fue un enfrentamiento militar librado entre mapuches y españoles en el contexto de la guerra de Arauco, en 1606, con victoria de los primeros. 

## Antecedentes

### Llegada del nuevo gobernador
El 22 de enero de 1605, Alonso García Ramón fue nombrado mediante decreto «gobernador propietario de Chile», trasladándose de Lima a Santiago. Su objetivo era realizar los planes de pacificación definitiva del territorio. Contaba con 1.200 soldados españoles, entre los veteranos que ya había en la ciudad y los refuerzos que le acompañaban. Desde noviembre, cada unidad partió al sur diferentes momentos para evitar la falta de víveres. Finalmente, el 23 de diciembre el gobernador llegaba a Concepción.
García Ramón le ordenó al coronel Pedro Cortés, jefe de los fuertes al sur del río Biobío, dejar a las guarniciones necesarias para defenderlos y marchar a Millapoa con el resto de sus soldados, incluyendo 500 indígenas auxiliares. El gobernador salió de Concepción el 7 de enero de 1606, acampando con sus tropas cerca del fuerte Nuestra de Señora de Halle. En dicha zona, el comisario general de caballería y jefe de las muchas unidades españolas en el área, capitán Álvaro Núñez de Pineda y Bascuñán, había hecho varias correrías y conseguido forzar al toqui Nabalburí a pedir la paz. Una vez llegaron todas las fuerzas requeridas, hubo una reunión de los altos mandos, que decidieron apartar 180 soldados para construir la ciudad de Monterrey de la Frontera, en el valle de Socarrones, cerca del fuerte Halle. También se decidió reforzar los fuertes vecinos de Nacimiento y Santa Fe, dejando a cargo de estas labores al capitán Pineda y Bascuñán, quien debía repoblar Angol una vez que llegaran unos esperados refuerzos de Nueva España.

### Campaña en Arauco
El 15 de enero se realizó una vistosa revista militar del ejército, unos 1.200 soldados españoles, con la esperanza de atemorizar a los caciques vecinos. Se mandó que una división de 500 hombres, dirigida por el coronel Pedro Cortés y el maestre de campo Alonso González de Nájera, marchara por la costa contra Arauco y Tucapel antes de volver al valle central a través de Purén. La segunda, 600 efectivos a las órdenes del propio gobernador y el maestre de campo Diego Bravo de Saravia, avanzaría directamente por los valles centrales. A su lado marchaban varios sacerdotes, incluyendo Luis de Valdivia.
Los 150 indígenas aliados que estaban en el campamento desertaron sigilosamente, asesinaron a Nabalburí y avisaron a sus congéneres de la campaña. Los mapuches se retiraron a las montañas y a los españoles sólo les quedó quemar chozas y sementeras y robar ganado. Sólo la división de Cortés tuvo un breve combate en el valle de Elicura, pero dispersó a los enemigos sin problema. El 2 de febrero ambas divisiones se reunieron en Purén. García Ramón sabía que miles de enemigos se refugiaban en las ciénagas de Lumaco y Purén, inaccesibles para caballería; con ellos había muchos prisioneros españoles. El nuevo gobernador no se amilanó y atacó el pantano, pero sólo pudo dar muerte o capturar a algunos indígenas, ya que la mayoría huyó. Los hispanos si lograron hacerse con mucho ganado y granos, luego continuaron quemando chozas para atemorizar a los mapuches.
Sin querer dar un respiro a sus enemigos, mientras Cortés saqueaba la zona de Tucapel, García Ramón se adelantó con 300 soldados hasta el río Cautín, a tres leguas de donde estuvo La Imperial. Hizo varias correrías por la zona, dando muerte al toqui Guenchupal, a quien creían el principal jefe de la rebelión. Durante su campaña intentó, sin éxito, liberar a los aproximadamente 200 españoles que tenían cautivos los indígenas y que malvivían como esclavos, siendo su suerte una de las principales angustias de sus familiares y de las autoridades en Chile y Perú. Al final, sólo pudieron rescatar a 20 hombres, 30 mujeres, 2 mulatos y algunos indígenas de servicio, por la fuerza o por negociaciones; muchas mujeres ya tenían hijos con los indígenas y no querían apartarse de su descendencia, que tampoco quería dejar el único mundo que conocían.
Siguiendo el consejo de sus oficiales, García Ramón fundó en la zona entre las ruinas de La Imperial y Villarrica un fuerte donde pudieran encontrar refugio los españoles que lograran escapar de los mapuches. Su idea era que sirviera como un primer paso para la reconstrucción de La Imperial. El sitio escogido fue Los Maques, cerca de Maquegua, en una isla formada por la confluencia de los ríos Boroa y Cautín. La fortaleza fue nombrada San Ignacio de la Redención de Boroa. Durante 40 días los españoles trabajaron incansablemente a orillas del Cautín, sin indígenas auxiliares, y levantaron el mayor fuerte del país. Defendido por un foso y una sólida empalizada, disponía de amplios galpones y espacio para chozas, pudiendo albergar una gran guarnición. Sus enemigos intentaron asaltarlo dos veces durante la construcción, mientras García Ramón hacia correrías por la zona. En un ataque nocturno que logró penetrar en el interior se distrajeron en saquear las primeras chozas que encontraron, permitiendo al jefe de la plaza, sargento mayor Diego Flores de León, reorganizar a los defensores y rechazarlos. El ataque lo había organizado el toqui Aypinante, quien había reunido un ejército de 3.000 guerreros de las comarcas Toltén, La Imperial y Boroa, pero no se atrevía a enfrentar en batalla campal a los españoles. Las cabezas de los nativos muertos fueron colocadas en escarpias alrededor del fuerte como advertencia.
A fines de marzo, con la proximidad del invierno, el gobernador ordenó el retorno al Biobío. Se dejó como guarnición a 280 soldados al mando del capitán Juan Rodulfo de Lisperguer y Flores. Sus órdenes eran esperar hasta el noviembre, cuando llegaran las tropas de relevo. García Ramón creía que los indios de La Imperial estaban atemorizados y que el fuerte sería un primer paso para pacificar la zona, sin embargo, los mapuches no habían dado batalla pero tampoco habían pedido la paz. La verdadera actitud de los indígenas pudo vislumbrarse en la emboscada sufrida el 2 de abril, en el río Colpí o Coipu, afluente del Cautín, ante 1800 indios de Purén. Los españoles vencieron pero perdieron a los prestigiosos capitanes Juan Sánchez Navarro y Tomás Machín. Para empeorar sus ánimos, el gobernador comprobó que Angol no había sido reconstruida y los refuerzos novohispanos eran apenas 55 o 57 españoles al mando del capitán Antonio de Villarroel y el alférez Jusepe de Heredia. García Ramón puso rumbo a Angol con toda su hueste, pero en un paso de montaña muy angosto, donde sus tropas no podían moverse fácilmente, su retaguardia fue atacada por los indígenas. La formaban los novohispanos que no se esperaban tal agresividad de sus enemigos, rompiendo filas rápidamente y dejando 20 muertos, incluyendo Villarroel y Heredia. Los mapuches decapitaron a los muertos y huyeron por las montañas antes que el resto de españoles llegara. Después de la derrota, se hizo obvio que era imposible repoblar Angol.
Entre tanto, el coronel Cortés realizó varias correrías en la costa y fundó un fuerte en el valle de Elicura. A cambio de una aparente paz, liberó a los indígenas del servicio personal, esperando imponerles un tributo cuando la pacificación acabara. De hecho, venció a Pelantaro en el paso de Cunipulli, donde 2.000 guerreros les salieron al paso, dispersándolos fácilmente.
La anterior derrota no detuvo los planes del gobernador, quien visitó Monterrey y los fuertes costeros a mediados de abril. Volvió a Concepción el 12 de mayo y envió cartas al rey y el virrey, pidiendo refuerzos para la campaña del próximo año, donde esperaba fundar otro fuerte pero a orillas del río Toltén. Esperaba tener pacificado el territorio en unos tres años mediante la construcción de fuertes y ciudades y la llegada de refuerzos. El padre Valdivia era igual de optimista, pero creía que la pacificación se estaba logrando mediante los indultos otorgados a los indígenas.

## Fuerzas enfrentadas

### Mapuche
Diego de Rosales cuenta que los mapuches reunieron 3.000 infantes y 600 jinetes en las proximidades de Boroa antes de la emboscada. Diego Barros Arana afirma que los caciques Aillavilu, Paillamacu y el desertor mestizo Juan Sánchez lograron concentrar 6.000 guerreros venidos de Tucapel y Purén. En cambio, Francisco Antonio Encina reduce las fuerzas mapuche a la mitad, sólo 3.000 guerreros. Este último autor menciona que el gobernador temía que el fuerte fuera asaltado por dos o tres millares de guerreros durante el invierno.

### Españoles
Respecto a las fuerzas que cayeron en la emboscada, ni las fuentes contemporáneas están de acuerdo. En una carta al rey de enero de 1607, García Ramón decía que fueron 130, según Barros Arana intentaba minimizar el desastre, pues en un informe que el mismo gobernador hizo algunos testigos hablan de 140 y otros de 150. Alonso de Ribera, en otra carta para el monarca escrita en Santiago del Estero, habla de 150 también. Considerando cuantos españoles había originalmente y cuantos quedaron al final del asedio, Barros Arana también apoya la cifra de 150. Algo en lo que concuerda con el historiador Horacio Lara. Por su parte, Rosales da una cifra más elevada, 163 españoles acompañaron a su capitán y murieron. Por último, la cifra más alta la da González de Nájera con 170 soldados emboscados.
Originalmente, la guarnición española de Boroa se componía de 280 soldados según Barros Arana y Bonilla, basándose en los datos de González de Nájera. Aunque Rosales habla de 300 efectivos divididos en tres compañías a las órdenes de los capitanes Melchor de Robles, Gerónimo de Ureta y Francisco Jil Negrete, prácticamente todos novatos.

## Desastre

### Situación en Boroa
Las tribus de la costa siempre se caracterizaron por su belicosidad, pero estaban relativamente tranquilas por las numerosas guarniciones españolas en el área, sin embargo, en agosto empezaron a alzarse animadas por sus vecinos de Purén. Cortés realizó varias correrías en pleno invierno pero sin éxito alguno.
En el interior la situación era peor, pues el capitán Lisperguer debió realizar numerosas correrías a cuatro o cinco lenguas del fuerte para capturar indios y hacerse con numerosas provisiones, tantas que su guarnición no pasaba hambre pero se encontraba permanentemente agotada por las exigencias militares. Al mismo tiempo, llegó a rescatar una quincena de españoles. De hecho, las notas del propio Lisperguer mencionan una expedición del 30 de julio donde se rescataron 15 cautivas y 2 prisioneros. Fue en aquella época que el capitán empezó a negociar con los caciques locales mediante los prisioneros que tenía, creyendo que había logrado pacificar la zona, haciendo que él y sus tropas tomaran menos precauciones en cada salida.
Para empeorar todo, dos soldados desertaron durante una incursión y le dieron vital información a los araucanos, como que el fuerte tenía un elevado número de defensores enfermos y le escaseaba la pólvora. Esto alimentó las ambiciones de los caciques de las comarcas de Purén, Boroa, La Imperial, Villarrica y Osorno de conquistar la fortaleza, empezando a congregar sus guerreros en las cercanías. González de Nájera menciona que esos desertores eran dos de los tres mestizos que habían y huyeron en la misma expedición en que se rescataron a los cautivos.

### Emboscada
En una ocasión, como era costumbre, los españoles dejaron una pira de leña encendida para volver días después por el carbón en la quebrada Palo Seco, a un cuarto de legua del fuerte. El lugar del “horno” se ubicaba río arriba, donde la quebrada formada una mesa rodeada de terreno montañoso. Los mapuches vieron el humo y entendieron su significado por un mestizo peruano que había desertado tres días antes, quien también les ayudó a encontrar el lugar, posicionándose en los bosques cercanos en silencio y vigilantes.
Ese desertor era el tercer soldado mestizo y según las notas de Lisperguer, huyó por haber pasado hambre. Al parecer, había desertado durante la expedición que fue a prender carbón, el 26 de septiembre.
Los toquis dispusieron a 500 guerreros alrededor del “horno” con la intención de acometer a los españoles cuanto se distrajeran cargando el carbón. Había una reserva en el sector lista para una segunda carga. El resto de la hueste estaba ubicada bloqueando los caminos hacia el río o los costados, impidiendo cualquier posible escape.
Finalmente, el 29 de septiembre españoles regresaron por el carbón. El capitán Lisperguer contaba con las compañías de los capitanes Ureta y Robles. Antes de salir rezaron al arcángel Miguel, cuyo santoral era ese día. Al salir, Lisperguer proclamó «Sin duda oy hemos de pelear, que el cielo y mi corazon asi me lo dicen (sic)».
Según Rosales, los españoles llegaron donde el “horno” y exploraron la zona pero los araucanos estaban tan bien ocultos que no los detectaron. Los hispanos disponían de 24 arcabuceros con sus mechas encendidas, pero la mayoría apago y dejó sus armas para cargar carbón. Estos soldados fueron los primeros en ser atacados desde todas direcciones. En cambio, González de Nájera dice que los 2 o 3 jinetes enviados como exploradores fácilmente detectaron a los araucanos, regresando con la vanguardia, que hizo retroceder a sus enemigos con el fuego de seis o siete arcabuceros que tenían sus mechas encendidas.
Sin embargo, los indios se percataron que la mayoría de los soldados llevaban sus mechas apagadas por el mestizo peruano que les gritó «¡¿Dónde huir?! ¡Volved, volved, que los españoles no tienen cuerdas encendidas!» y volvieron a la carga en formación compacta, rompiendo sus líneas con lanzas y macanas hasta fraccionarlos en pequeños grupos. Los capitanes Ureta y Robles intentaron organizar a sus infantes, pero en la confusión todo fue en vano y acabaron muertos. Los españoles resistieron a la desesperada, pero fueron cayendo uno a uno.
Según Barros Arana, el capitán Lisperguer lideró a sus suyos, combatiendo a caballo hasta que mataron a su montura pero siguió a pie. Recibió un lanzazo en el pescuezo y un golpe de macana le destruyó la celada, luego lo acribillaron con armas blancas. En cambio, Rosales dice que se abrió paso con su caballo y espada entre los indios, reuniendo a 14 soldados y un alférez para retirarse hasta una barranca junto al río. Nuevamente fueron rodeados y sus hombres intentaron huir por el monte, siendo capturados 6 o 7. En cambio, Lisperguer se arrojó con su montura al río, posiblemente intentando llegar a la otra orilla, pero acabó ahogándose. Los araucanos rescataron su cuerpo y armas, quedándoselas como trofeo, al igual que su cabeza decapitada.
El combate había durado varias horas y solamente habían sobrevivido diez a quince españoles como prisioneros, aunque Rosales rebaja ese número a siete. González de Nájera afirma que los prisioneros fueron los caballeros criollos Bernandino de Quiroga y Baltasar de Villagrán, los hermanos Castañeda y el soldado Rivas, este último posiblemente estaba oculto. Por el número de muertos, fue la peor derrota de los españoles en Arauco.

### Asedio
Como ningún español logró volver al fuerte, sus compañeros que quedaron en el fuerte los esperaron por días, teniendo malos presentimientos porque los indígenas se acercaban cada vez más al foso circundante. Finalmente, regresó a Boroa el alférez Alonso Gómez, tomado prisionero se había fugado y vuelto a la fortaleza, relatando lo sucedido. Entre tanto, los araucanos quisieron atacar inmediatamente el fuerte, eufóricos por su victoria, pero los hispanos que habían capturado les advirtieron que el oficial que había quedado era un hombre precavido, pronto doblaría la guardia al no volver la expedición y que los asaltos de fortalezas siempre eran terribles para los mapuches.
La guarnición quedó a las órdenes del capitán Francisco Jil Negrete, de apenas 25 años y llegado a Chile el año anterior, pero veterano de la guerra en Flandes. Debido a la escasez de hombres, decidió reducir el perímetro del fuerte abandonando las zonas menos importantes. Esto le permitió defenderse exitosamente de dos ataques. Contaba con 94 soldados, principalmente los enfermos y todos acobardados por el anterior desastre. Esperaban ser auxiliados por los 1.500 españoles que tenía en el Biobío el gobernador.
El primer asalto vino quince días después de la emboscada. Mil guerreros de la zona de La Imperial estaban deseosos de tomar la fortificación por su cuenta para no compartir el botín, así que atacaron al alba. En su único intento 80 asaltantes fueron muertos y se retiraron a sus tierras.
Sin embargo, las tribus de Tucapel, informadas de la victoria, se unieron a las de Purén en la rebelión. Ambas tribus se unieron a las de La Imperial para atacar Arauco, animando a los locales a rebelarse y forzando al capitán Cortés a combatirlos durante el invierno y causarle bajas, debilitando las guarniciones españolas en la zona. La noticia pronto se extendió por toda la Araucanía y llegó hasta el Maule y Cauquenes, manteniéndose celosamente en secreto a los hispanos.

### Rescate
El 15 de octubre salió de Concepción el ejército encabezado por García Ramón. El gobernador desconocía lo sucedido en Boroa y se dirigió a Arauco, donde creía que se concentraba la rebelión. Una vez ahí auxilió a Cortés, quien realizó muchas correrías en la zona durante el invierno. Durante cuatro días arrasó la región, sin tomar prisioneros diera igual su sexo o edad. Siguió al fuerte de Paicaví, haciendo lo mismo en la comarca. Luego pasó a Purén en la primera mitad de noviembre, donde se presentó en su campamento un español de apellido Rivas. Fue uno de los soldados capturados en Palo Seco, pero logró escapar y sobrevivir en los bosques comiendo yerbas y frutas silvestres, caminando de noche en busca de algún fuerte español hasta que escuchó las trompetas del ejército en su escondite. Corrió presuroso a reunirse con su gente e informarles del desastre, sin embargo, no sabía nada de la suerte del fuerte. Algunos capitanes supusieron que la guarnición había sido aniquilada, así que pidieron volver al norte, pero García Ramón ordenó marchar a Boroa. Contaba con 300 infantes y 250 jinetes.
Finalmente, el 24 de noviembre todo el ejército llegó al fuerte (aunque otras fuentes dicen que se puso en marcha recién el 30 de noviembre). Los supervivientes estaban flacos y enfermos, casi irreconocibles, quedándoles una botija de pólvora, poca cuerda y 200 fanegas de cebada. Sin embargo, antes fueron capaces de resistir dos asaltos mapuches, pues los toquis se enteraron de que García Ramón se aproximaba y decidieron atacar.
García Ramón se dio cuenta de lo insostenible de la posición, pues estaba en pleno corazón del territorio araucano, lejos de todo puerto desde donde abastecerlo por mar y se requerían expediciones de al menos quinientos hombres para llegar con seguridad hasta él. Por ello decidió abandonarlo.

## Consecuencias

### Bajas
Según Barros Arana, alrededor de 150 soldados murieron o fueron capturados en la emboscada, a los que se sumaban las bajas producidas en el asedio. De los 94 hombres que quedaron en Boroa a las órdenes de Jil Negrete, número que incluye a enfermos y cautivos rescatados, unos 42 murieron o desertaron hasta su liberación. Por su parte, Rosales cree que apenas 80 soldados sobrevivieron de los 300 originales. Finalmente, González de Nájera sostiene que 30 de los hombres que quedaron en el fuerte y se salvaron en la emboscada murieron en el asedio, principalmente por enfermedades o durante el cruce de un río. Habrían sobrevivido solamente 80 hombres.

### Eventos posteriores
La noticia se supo en Santiago por una carta de Núñez de Pineda a mediados de diciembre. El 19 de diciembre el cabildo de la ciudad se reunió de emergencia, temeroso que el desastre llevara a un nuevo levantamiento indígena, y resolvió hacer acopió de armas y caballos para sus milicias y desarmar a los indios pacificados. Sin embargo, la situación se mantuvo en calma. Entre tanto, en el sur el gobernador ya no pensó en seguir fundado ciudades, se limitó a seguir sus correrías contra las aldeas araucanas. La situación se mantuvo de manera similar en la siguiente temporada. Las operaciones militares se iniciaron en septiembre de 1607 pero las incursiones se limitaron a la zona fronteriza o Purén como máximo. Las incursiones continuaron hasta el inicio del invierno de 1608, consiguiendo que por la violencia y el hambre muchas tribus pidieran la paz.

### Legado
La derrota española es mencionada en la novela del escritor chileno Gustavo A. Frías Reyes Tres nombres para Catalina, aunque en esta versión novelada todos los hispanos en el fuerte murieron: «El jesuita Rosales revela la magnitud del desastre bélico al señalar que en Tucapel hubo 53 víctimas españolas al mando de Pedro de Valdivia; en Marihuano, 96 hombres al mando de Pedro de Villagra; en Curalaba, 40 soldados a las órdenes de Oñez de Loyola; y en Cangrejeras, 97 españoles. En Boroa murieron 294».